# Secreto de confesión (telenovela de 1965)
Secreto de confesión es una telenovela mexicana producida en 1965 para Telesistema Mexicano, producida por Ernesto Alonso. Protagonizada por Carmen Montejo, Roberto Cañedo y Héctor Gómez.

## Reparto
- Carmen Montejo es Alicia
- Roberto Cañedo es Jorge
- Héctor Gómez es Carlos
- Carmelita González es Rosana
- Bertha Moss es Beatriz
- Beatriz Sheridan es Carmela
- Lucila de Córdova es Vecina
- César del Campo es Raúl
- Óscar Morelli es Gustavo
- Nora Veryán es Lucha
- Yolanda Ciani es Luisa